# Renegade (album Hammerfall)
Renegade – trzeci album grupy Hammerfall, wydany 9 października 2000 przez niemiecką wytwórnię płytową Nuclear Blast.
Według danych z kwietnia 2002 album sprzedał się w nakładzie 8,969 egzemplarzy na terenie Stanów Zjednoczonych.

## Spis utworów
1. "Templars of Steel" - 5:24
2. "Keep the Flame Burning" - 4:40
3. "Renegade" - 4:21
4. "Living in Victory" - 4:43
5. "Always Will Be" - 4:49
6. "The Way of the Warrior" - 4:07
7. "Destined for Glory" - 5:10
8. "The Champion" - 4:57
9. "Raise the Hammer" - 3:22
10. "A Legend Reborn" - 5:11
11. "Head Over Heels" (cover Accept) – 4:30 (nagrany razem z Udo Dirkschneiderem, dodatkowy utwór na brazylijskim wydaniu)

## Twórcy
- Joacim Cans – śpiew
- Magnus Rosén – gitara basowa
- Oscar Dronjak – gitara elektryczna
- Stefan Elmgren – gitara elektryczna
- Anders Johansson – perkusja

## Pozycje na listach
| Lista  | Kraj      | Pozycja |
| ------ | --------- | ------- |
| Top 60 | Szwecja   | 1       |
| Top 50 | Finlandia | 34      |